# Ignacy Romer
Ignacy Romer z Chyszewa herbu własnego (zm. przed 12 grudnia 1764) – cześnik pilzneński w 1742 roku, starosta tyrawski.

## Życiorys
Był członkiem konfederacji generalnej 1764 roku. Był elektorem Stanisława Augusta Poniatowskiego z województwa sandomierskiego. Poseł województwa sandomierskiego na sejm koronacyjny 1764 roku.